# Christophe Tzara
Pour les articles homonymes, voir Tzara et Rosenstock.
Christophe Tzara est un physicien et résistant français, né le 15 mars 1927 à Neuilly-sur-Seine et mort le 7 mars 2018 dans le 7e arrondissement de Paris,.

## Biographie
Christophe Tzara est le fils du poète dadaïste Tristan Tzara, de son vrai nom Samuel Rosenstock (fils de Philippe et Emilia Rosenstock, originaires de Roumanie), et de l'artiste peintre et écrivaine suédoise Greta Knutson. À la suite du décès de son père, il fait don de collections d'art d'une part à différents musées, ainsi que des écrits de ce dernier à la Bibliothèque littéraire Jacques-Doucet, :

« Le fonds Tzara est considérable. Un mécène et Christophe Tzara nous ont permis de réunir presque tous les manuscrits de l'écrivain, ainsi que toutes les archives du dadaïsme »

Après avoir obtenu son baccalauréat, Christophe Tzara intègre un maquis des Francs tireurs et partisans en 1944
Il est sorti diplômé en 1949 de la 65ème promotion de l'ESPCI. Il a effectué sa carrière comme physicien au CEA, en travaillant notamment avec Paul Braffort et Maurice Spighel. Ensemble, ils ont mis au point la théorie de l'électrodynamique stochastique. Il a dirigé trois thèses. Il est avec Francis Netter responsable de la création de l'accélérateur linéaire de l'Orme des Merisiers à Saclay, à l'époque un des instruments qui firent la physique mondiale des années 60 à 80.
Passionné de voile, il est également architecte naval amateur. Il dessine et fait construire un premier voilier Île du Saloum qui sera livré en 1976, classé aujourd'hui au Patrimoine Maritime et Fluvial Français. Il dessine et fait construire aux Pays-Bas un second voilier motor-sailer, Faustroll, achevé en 1990, avec lequel il navigue avec son épouse, seuls, en mer Baltique et en mer du Nord jusqu'à l'âge de 83 ans.
Christophe Tzara épouse l'écrivaine Claude Sarraute en 1957,. Ils ont deux enfants, Martin et Laurent. Ils divorcent en 1966. Il se remarie en 1967 avec Marie-Thérèse Senghor, une nièce de Léopold Sédar Senghor, avec laquelle il a un fils, Wally.
En 1964, il a reçu le Prix Joliot-Curie. En 1969 il est lauréat du Grand Prix Scientifique de la ville de Paris.

## Publications scientifiques
- Quelques conséquences de la théorie de l’action à distance en électrodynamique classique, avec Paul Braffort et Maurice Spighel, 1954.
- Quelques études sur la fission de l'uranium à l'aide d'une chambre de Wilson autocommandée, avec H. de Laboulaye et J. Olkowsky, 1954.
- Comportement des ions dans une chambre de Wilson à autocommande interne, 1955.
- Sur le phénomène de tripartition à troisième fragment de court parcours, 1953.
- État de polarisation du rayonnement de freinage, 1954.
- Sur l'absorption résonante des photons dans le carbone, 1956.
- Sur l'absorption nucléaire des photons, 1956.
- Diffusion élastique des photons par le cuivre, 1957.
- Une méthode de production de photons énergiques de spectre étroit, 1957.
- Production de photons de spectre étroit à partir d'électrons de grande énergie, 1958[12].
- Diffusion résonnante du rayonnement γ de 23,8 keV de {sup 119}Sn émis sans recul, 1960[13].
- Résultats préliminaires sur une source de photons monochromatiques produits par annihilation en vol de positons, 1960[14].
- Explicit Definition of an Observable Event in the Framework of Generalized Madelung Equations,1999[15].